# 中甸海水仙
中甸海水仙（学名：Primula monticola），为报春花科报春花属下的一个植物种。其种加词“monticola”意为“生长在山地的”。